# Bhágavatapurána
Bhágavatapurána (dévanágarí भागवतपुराण) také známá jako Šrímad-Bhágavata Mahápurána, nebo (Šrímad) Bhágavatam je jednou z osmnácti mahápurán, jejímž hlavním tématem je bhakti - oddaná služba Kršnovi coby nejvyššímu Bohu. Podle tradice Bhágavatapuránu sepsal  legendární mudrc Vjása (Dvaipájana Vjása, též Vjásadéva), který je inkarnací Višnua zplnomocněnou pro literaturu.

## Dílo
Bhágavatapurána popisuje mnoho příběhů a událostí spojených s Kršnou, ať už přímo či nepřímo. (Např. jsou zde příběhy o životech Kršnových oddaných; také se zde mluví o démonech, které Kršna zabil, atd.). Bhágavatapurána pojednává také o zjeveních a skutcích inkarnací (avatárů) boha Kršny. Podává výčet jeho různých avatárů a také podává informaci, že Kršna je svajam bhagaván, to znamená, že je Původní Nejvyšší Osoba, zdroj všech avatárů, tedy i Višnua.
Bhágavatapurána má přízvisko "neposkvrněná purána", protože je považována za literární inkarnaci Boha. Vyznavači Kršny je uznávána jako nejlepší ze všech purán a dokonce jako nejvznešenější ze všech védských písem, protože sama o sobě stačí k plné realizaci Boha.

## Autor
Bhágavatapuránu sepsal podle tradice bájný mudrc Vjása, kterého samotná Bhágavatapurána řadí k avatárovi, který je zplnomocněn k psaní literatury. Traduje se, že Vjása je tak autorem veškeré védské literatury: čtyř Véd, upanišad, Védántasútry, purán, Mahábháraty (která obsahuje Bhagavadgítu) atd. To, že je Vjása autorem znamená, že Bhágavatapuránu a ostatní védskou literaturu zpracoval do písemné podoby. Podle písem totiž Védské poznání existuje od nepaměti a zjevilo se z dechu Nejvyššího Boha, Kršny, tzn. že Védy nepocházejí z tohoto světa a tudíž jsou prosty všech světských nedostatků, krátce řečeno, že jsou dokonalé.

## Struktura textu
Bhágavatapurána je psána v sanskrtu. Rozsah díla odpovídá celkem 18 000 standardním šlókám (veršům v metru anuštubh). Dílo je členěno celkem do dvanácti částí (zpěvů), z nichž každý má ještě několik kapitol. Celkem Bhágavatapurána obsahuje 335 kapitol.

## Obsah
Šrímad Bhágavatam se tedy skládá ze dvanácti částí, zvaných zpěvy. Následuje stručný obsah všech dvanácti zpěvů.

### První zpěv
Tvoří úvod do celého díla. Popisuje události, které vedly k vyřčení Bhágavatapurány a jeho sepsání. Jednou v lese Naimišáranja se sešlo mnoho mudrců, aby vykonali oběť proti nepříznivým vlivům začínajícího temného věku. Mudrci byli vedeni Šaunakou  a hlavním přednašečem byl Súta. Mudrci v čele se Šaunakou kladou Sútovi různé otázky. Hovoří například o návštěvě velkého světce Nárady, který přišel za svým žákem  Vjásou, aby ho povzbudil k sepsání Bhágavatapurány. V té době již Vjásadéva sepsal védy, dokonce k nim sestavil i komentář (Védántasútru), ale přesto nebyl v nitru spokojený. Nárada mu vyjevil příčinu jeho nespokojenosti a vybídl ho k sepsání podstaty védské literatury, která v předchozích Vjásadévových dílech nebyla tolik zdůrazňována. Tento zpěv popisuje různé poučné příběhy ze života Pánduovců. Líčí také události vedoucí k narození Paríkšita a hovoří o jeho skutcích a jeho ideální vládě. Král Paríkšit je však neprávem proklet, že za sedm dní zemře. Král se tedy odebere postit se na břeh Gangy, kde se shromáždí mnoho slavných mudrců. Na scéně se jako hlavní postava objevuje Vjásův syn, Šukadéva, a je připraven vyslovit Bhágavatapuránu tak, jak se ji naučil od svého otce Vjásy.

### Druhý zpěv
Druhým zpěven začíná samotný Šrímad Bhágavatam. Šukadéva postupně objasňuje jednotlivé kroky na cestě realizace absolutní pravdy. Nejprve hovoří o vesmírné podobě, dále o lokalizované "nad-duši". Rozebírá proces, který vede k dosažení té nejvyšší zkušenosti a ke svrchovanému poznání, a také popisuje další inkarnace Kršny. Cituje také rozhovor Brahmy s mudrcem Náradou. Šukadéva hovoří o stvoření vesmíru a o vzniku jeho jednotlivých stavebních elementů a jako odpověď králi cituje rozhovor mezi Brahmou a Kršnou na počátku stvoření. Bhágavatam upřesňuje, že hmota je vždy podřízená svrchovanému vědomí (Bohu), na jehož popud je celá hmotná existence v chodu.

### Třetí zpěv
Když Šukadéva odpovídá na otázky krále Paríkšita, cituje rozhovor světce Vidury a mudrce Maitréji. Maitréja popisuje postavení Boha a jeho energií, analyzuje hmotný projev, jeho vznik a vývoj. Popisuje také zjevení Varáhy, inkarnace Kršny v podobě kance, a události, které vedly k jeho zjevení. Dále líčí krásu duchovních planet. Vypráví také příběh o inkarnaci Boha, Kapilovi, synovi Kardamy a Dévahúti. Jeho matka Dévahútí mu klade mnoho inteligentních otázek. Kapila jí vysvětluje proces oddané služby, jaký je rozdíl mezi hmotou a duchem, jak se může duše osvobodit, stěhování duší, nepříznivé plodonosné činnosti a další. Objevuje se zde také popis embrya v lůně matky, jeho vývoj měsíc po měsíci.

### Čtvrtý zpěv
Čtvrtý zpěv popisuje druhotné stvoření, kterého se ujímá Brahmá a Manu, vládce vesmíru. Začíná popisem osídlování celého vesmíru. Hovoří o prokletí Šivy a o příběhu Dhruvy, kterému bylo ukřivděno, když byl ještě chlapec. Velice brzy dosáhl dokonalosti a zjevil se mu nejvyšší pán, Bůh. Líčí také příkladnou vládu a úchvatné skutky krále Prthua, zplnomocněné inkarnace Kršny. Dále je zde výklad mudrce Nárady o životě podmíněné duše v hmotném světě, jejím zapletením v síti smyslových objektů, honbu za iluzorním štěstím, výměnu těl atd.

### Pátý zpěv
Popisuje činnosti dalších králů a zjevení Ršabhy, další inkarnace Boha. Svým jednáním šel příkladem obyčejným lidem. Jako znalý král udělil svým synům cenné pokyny a rady ohledně sanátana-dharmy (věčného náboženství). Významnou částí tohoto zpěvu je duchovní cesta krále Bharaty, který dosáhl vysoké duchovní úrovně, ale nešťastnou náhodou se odchýlil a poklesl. I když se ale narodil jako jelínek, přesto si mohl pamatovat svůj minulý život. Tento díl dále podává popisy oběžných drah planet, planetárních systémů a další, původ Gangy, a na závěr popis pekelných planet. 

### Šestý zpěv
Vypráví příběh o Adžámilovi, který byl v mládí kvalifikovaným bráhmanem (knězem). Pak ale poklesl, a celý život promrhal hříšnými činnostmi. V okamžiku smrti ho chtěli odvést poslové smrti, ale služebníci Boha je zastavili. Poslové vedou diskuzi o principech zbožnosti a bezbožnosti. Adžámila nakonec dosáhne osvobození. Kromě dalších poučných příběhů mluví o králi Čitrakétuovi, který přišel o svého malého syna. Mudrc Nárada ho však pomocí své mystické síly přivedl k životu, a ten poučil všechny přítomné o stěhování duše a o vztazích v hmotném světě.

### Sedmý zpěv
Hovoří o králi démonů Hiranjakašipuovi, který získal od Brahmy mnohá požehnání. Nafoukaný na svoji moc začal utlačovat celý vesmír, včetně polobohů. Dokonce týral i svého syna Prahláda, který namísto démonských vlastností projevoval vlastnosti oddaného Bohu. Zpěv vrcholí, když se zjevil Kršna v podobě Nrsimhy či Narasinhy (nrsinha-avatára) - napůl člověka, napůl lva. Nrsimha ochránil Prahládu a zabil jeho otce, krále démonů. Dále se zde mluví o chodu společnosti, rodiny, chování dokonalé osoby a pokynech pro civilizované lidské bytosti.

### Osmý zpěv
Mluví o tom, jak polobozi a démoni spolu stloukali oceán mléka, aby získali nektar nesmrtelnosti, přičemž Kršna v podobě želvy (kúrma-avatára) podpíral horu Mandaru, která byla „kvedlačkou“. Když se zjevila další inkarnace, Dhanvantari s nektarem, démoni chtěli nektar jako první. Přichází však další inkarnace, Móhiní-múrti, nejkrásnější žena ve stvoření. Dalším dějem, je zjevení Kršny jako trpasličího bráhmana (Vámany), který nakonec svými třemi kroky připraví Baliho o všechno. Dále popisuje inkarnaci Boha v podobě ryby (matsja-avatára) zachraňující Satjavratu před potopou.

### Devátý zpěv
Kromě jiných příběhů líčí hlavně zábavy Rámy, inkarnace Boha, které jsou náplní eposu Rámájana tj. vyhnání na 14 let do lesa, únos jeho manželky Síty, zabití démona Rávany, návrat do města Ajódhja atd. Mnohé další příběhy ukazují, do jakých nepříjemností se člověk může dostat kvůli uspokojování chtíče. Zajímavý je také příběh krále Ambaríše, který předvedl, že oddaný Boha je mnohem mocnější než i ten největší jógí. Co se týče chodu vesmírného času, pomalu se přibližujeme ke kalijuze, současnému věku.

### Desátý zpěv
Je vyvrcholením celého Šrímad Bhágavatamu. Desátý zpěv představuje Boha Kršnu, v jeho původní podobě s jeho rozmanitými radostnými zábavami s pasačkami krav (gópí) na březích řeky Jamuny, které projevil na planetě Zemi, aby k sobě přivedl podmíněné duše hmotného světa. Při jeho zábavách mu „asistoval“ Balaráma, jeho starší bratr. Tento zpěv popisuje Kršnovy zábavy zcela dokonale, od jeho zjevení, jeho dětských zábav ve Vradži (kraj, ve kterém se zjevil), zábav v městech Mathurá a Dváraka, včetně jeho stýkání se s Pánduovci, až po jeho manželský život s 16 108 manželkami. Je řečeno že bez prostudování prvních devíti zpěvů, nelze zachytit pravý význam desátého zpěvu.

### Jedenáctý zpěv
Jedenáctý zpěv vypráví o prokletí a odchodu Jaduovské dynastie z tohoto světa, včetně zaplavení města Dváraky. Nachází se zde hodně rozhovorů mezi různými králi, osobnostmi a světci, např. Nárada shrnuje své učení Vasudévovi, Drumila pojednává o různých Pánových inkarnacích králi Nimimu. Je zde také zmíněna inkarnace Boha v podobě labutě (hansa-avatára). Důležitou pasáž tvoří rozhovor Kršny s jeho oddaným Uddhavou. Je tu také popsán systém čtyř společenských skupin a čtyř duchovních stavů, gjána-jóga a bhakti-jóga (oddaná služba Bohu), filozofie sánkhji, tři kvality hmotné přírody apod. Na konci je vylíčen odchod Kršny z planety Země a jeho návrat do svého sídla v duchovním světě.

### Dvanáctý zpěv
Závěrečný dvanáctý zpěv Bhágavatapurány začíná popisem zdegradovaných dynastií v kalijuze. Kalijuga (éra Kaliho) je věk plný svárů a nevědomosti, ve kterém nyní žijeme. Jsou zde také uvedeny různé příznaky a charakteristiky kalijugy a příchod Kalkina (Kalkího), inkarnace Boha, který na konci kalijugy zabije všechny bezbožné lidi a započne novou satjajugu (zlatý věk). Šuka zde podává závěrečné pokyny králi Paríksitovi, který je po sedmi dnech naslouchání Bhágavatamu zabit okřídleným hadem Takšakou. Nakonec, autor, Vjásadéva shrnuje všechna témata Bhágavatapurány jedno po druhém, načež následuje oslavování a zakončení celého díla.

## Překlady ze sanskrtu
Mnohosvazkový anglický překlad a výklad Šrímad Bhágavatamu napsal zakladatel-áčárja ISKCONu (Hnutí Hare Krišna), A. Č. Bhaktivédánta Svámí Prabhupáda. Prabhupáda přeložil Bhágavatapuránu ze sanskrtu do angličtiny, ze které bylo dílo dále přeloženo do všech světových jazyků (včetně češtiny). Dílo vydalo Prabhupádovo nakladatelství, The Bhaktivedanta Book Trust, které je největším vydavatelstvím v oblasti indické filozofie a kultury. Svazky obsahují původní verše v dévanágarském písmu, jejich přepis do latinského písma, česká synonyma, úplný překlad verše, a jeho podrobný výklad. Prabhupádovy proslulé tzv. Bhaktivédantovy výklady pomáhají čtenáři lépe pochopit původní text. Prabhupáda ve svých výkladech cituje z komentářů velkých vaišnavských áčárjů, především Višvanátha Čakravartího Thákura, Šrídhary Svámího a Džívy Gósvámího.
- Šrímad Bhágavatam, The Bhaktivedanta Book Trust 1992-2004, přeloženo z anglického překladu A. C. Bhaktivédánty Svámího Prabhupády, s původními sanskrtskými texty, přepisem do latinského písma, českými synonymy, překlady a podrobnými výklady.
  - Zpěv 1. - Stvoření, 1992-1993, tři svazky,
  - Zpěv 2. - Vesmírný projev, 1993,
  - Zpěv 3. - Status quo, 1994, tři svazky,
  - Zpěv 4. - Stvoření čtvrtého řádu, 1995, dva svazky,
  - Zpěv 5. - Podnět k tvoření, 1996,
  - Zpěv 6. - Předepsané povinnost lidstva, 1996,
  - Zpěv 7. - Věda o bohu, 2000,
  - Zpěv 8. - Zničení vesmíru, 2001,
  - Zpěv 9. - Osvobození, 2002,
  - Zpěv 10. - Nejvyšší dobro, 2004 (prvních 13 kapitol z celkových 90)
  - Zpěv 11. - Obecná historie (překlad dokončen, zatím nevydáno)
  - Zpěv 12. - Věk úpadku (překlad dokončen, zatím nevydáno)

V češtině dosud vydáno necelých deset zpěvů. Přeloženo ale všech dvanáct zpěvů (Kompletních 12. zpěvů můžete číst online na stránkách Bhaktivedanta VedaBase)